# Enhanced Versatile Disc
Enhanced Versatile Disc (EVD) é um formato de áudio e vídeo digital baseado em mídia óptica desenvolvida na China com o objetivo de substituir o DVD e eliminar os custos com o pagamento de royalties. O EVD possui a capacidade de armazenar vídeos em alta-definição, recurso indisponível no DVD.
O EVD foi anunciado pela primeira vez em 18 de novembro de 2003 pela agência de notícias estatal chinesa Xinhua. A China começou o desenvolvimento da tecnologia em 1999. Após disputas judiciais entre a On2 Technologies, desenvolvedora do codec utilizado no padrão, e o consórcio Beijing E-World, responsável pelo formato EVD, o desenvolvimento do formato parece ter sido interrompido, mesmo já tendo sido proposto ao governo chinês como padrão.
Após a disputa contratual em 2004, pouco se ouviu sobre o EVD até 6 de dezembro de 2006, quando 20 empresas chinesas de eletrônicos demonstraram 54 protótipos de reprodutores de EVD, anunciando sua intenção de trocar completamente para o formato em 2008, como um esforço para reduzir a dependência de produtos e tecnologias estrangeiras, além de estabelecer um mercado para o produto. Apesar da indústria já ter se esforçado anteriormente, nunca houve tanto apoio como dessa vez.
Especula-se que, atualmente, nenhum EVD esteja codificando conteúdo em resolução HDTV, ou que exista um bloqueio que esteja prevenindo que os discos sejam reproduzidos na sua resolução completa. O formato não é mais vendido pela Livraria Xinhua em Wuhan, devido ao baixo número de vendas.

## Lista de EVDs lançados
- Black Mask 2: City of Masks (2002)
- Big Momma's House (2002)
- Hero (Director's Cut) (2002)
- 十面埋伏 (2004)